# 안나카촌
안나카촌(安中村)은 나가사키현 미나미타카키군에 있던 촌이다. 1935년에 인접한 시마바라정 및 스기타니촌과 합병, 시로 승격해 시마바라시가 되었다
현재의 시마바라시 남부에 해당한다.

## 지리
시마바라 반도의 동부에 위치한다.

## 역사
- 1889년 4월 1일 - 정촌제 시행에 의해 미나미타카키군 안나카촌이 성립하였다.
- 1940년 4월 1일 - 시마바라정, 스기타니촌과 합병, 시로 승격해 시마바라시가 성립하여, 안나카촌은 소멸하였다.

## 참고문헌
- 角川日本地名大辞典 42 長崎県
- 長崎県南高来郡町村要覧．下編「安中村」 （1893年） 国立国会図書館デジタルコレクション